# Wakea madinika
Wakea là một chi động vật lưỡng cư trong họ Mantellidae, thuộc bộ Anura. Chi này có 1 loài Wakea madinika và không bị đe dọa tuyệt chủng.
Chúng là loài đặc hữu của Madagascar.
Các môi trường sống tự nhiên của chúng là các khu rừng ẩm ướt đất thấp nhiệt đới hoặc cận nhiệt đới, đầm nước ngọt có nước theo mùa, và các đồn điền.